# Joseph Garibaldi (peintre)
Pour les articles homonymes, voir Garibaldi (homonymie).
 (mai 2012).
Si vous disposez d'ouvrages ou d'articles de référence ou si vous connaissez des sites web de qualité traitant du thème abordé ici, merci de compléter l'article en donnant les références utiles à sa vérifiabilité et en les liant à la section « Notes et références ».
Joseph Garibaldi est un peintre français né à Marseille le 12 mai 1863, et mort dans la même ville le 6 mai 1941.

## Biographie
Fils d'un employé italien de la firme Noilly Prat à Marseille, le talent de Joseph Garibaldi est détecté par Louis Prat, patron de l'entreprise, qui le fait inscrire à l’École des beaux-arts de cette ville. La venue à Marseille du peintre lyonnais Antoine Vollon est décisive : sous son influence et sur ses conseils, il expose au Salon. Garibaldi devient son ami dévoué, c'est lui qui en août 1900 l'assistera dans ses derniers jours. Il sera ami avec Alexis Vollon, le fils d'Antoine, mais aussi avec ses condisciples et ses confrères de l'Association des artistes marseillais (AAM).
Joseph Garibaldi expose au Salon des artistes de 1884 à 1914 où il obtient une mention honorable en 1887 et une médaille de deuxième classe en 1897. Ce sont principalement des vues de sites et monuments célèbres, de ports du littoral : Cassis, où il peint régulièrement entre 1884 et 1899, La Ciotat, où il est accueilli par Antoine Lumière, Saint-Cyr, Bandol, Sanary et Toulon. Mais sa spécialité restera le Vieux-Port de Marseille. Il en dépeint les divers navires et les activités depuis la fenêtre de ses ateliers successifs sur le quai de Rive Neuve.
Il se marie à Marseille le 26 février 1903 avec Célestine Auriac.
Il bénéficie jusqu'en 1905 du mécénat du baron Alphonse de Rothschild (1827-1905) qui, guidé par le critique Paul Leroy, très favorable aux élèves de Vollon, achète ses tableaux et en fait don à des musées de province. Il expose ses paysages à l'Exposition coloniale de Marseille en 1906 et obtient une bourse de voyage pour la Tunisie en 1907. Il est dans le reste de sa carrière soutenu par ses amis de l'AAM (Étienne Martin, José Silbert et Édouard Crémieux, successivement à la tête de l'association).
En dehors de deux incursions à Venise (1895 et 1903) et en Corse (1889 et 1895), ou de voyages en Savoie (1904) et en Ariège (1906), il est attaché à son quartier de Rive-Neuve. Ce n'est qu'après la Première Guerre mondiale que, bénéficiant d'un logement à Fos-sur-Mer, il s'y rend régulièrement pour peindre et découvre les amples perspectives de la Camargue..
Adepte de la photographie, il s'en inspire pour ses cadrages. Ses compositions réservent le plus souvent des espaces vastes au premier plan et s'organisent selon le principe des côtés rabattus. Le caractérisent la qualité particulière de ses bleus, l'aspect paisible des lieux qu'il représente, ses eaux étales et luisantes, ses minuscules personnages ou ses lavandières anonymes, son refus de représenter le Pont à Transbordeur qui à ses yeux défigure le port, son amour pour les humbles et les animaux, soit un regard sur une Provence traditionnelle qu'il voudrait pérenne et une conception de l'art à l'écart de toutes les modes avant-gardistes.
Fidèle à son maître et à ses amis, fidèle au Vieux-port de Marseille dont il est devenu la chantre attitré, fidèle à une tradition picturale, il le fut à sa profession de foi: " Il faut, chez les artistes, de la personnalité et de l'honnêteté comme dans la vie en général".
Dans les années 1930, il est atteint par un glaucome qui détériore sa palette de façon irréversible.
Quatre expositions lui ont rendu hommage : Les terres marines de Joseph Garibaldi à Cassis 2006, et Joseph Garibaldi, le Midi paisible au Palais des Arts à Marseille où une centaine de ses tableaux et dessins ont été exposés du 10 mars au 1er juillet 2012.Puis Joseph Garibaldi à Fos sur mer en 2022 et Promenades provençales avec Joseph Garibaldi à Saint-Cyr sur mer en 2023.

## Œuvres dans les collections publiques
- Aix-en-Provence, musée Granet : La Porte d'Aude à Carcassonne, 1897[7].
- Arras : La Cathédrale d’Albi, 1903.
- Athènes, pinacothèque nationale :
  - La cathédrale de Marseille[8].
  - L'entrée du port de Marseille[9].
  - Les oiseaux rouges[10].
- Avignon :
  - Vue du quai Saint-Jean à Marseille, 1899 ;
  - Voiliers à Rive-Neuve, 1904.
- Béziers : Vieille maison à Brest, 1890.
- Cahors, musée de Cahors Henri-Martin : Marseille, à Rive-Neuve, 1898.
- Cholet : Vue du port de Marseille, 1902.
- Compiègne, Musée Antoine-Vivenel : Vue de Cassis, 1892[11].
- Digne-les-Bains :  Attributs de musique, 1890.
- Ferrières-en-Brie, hotel de ville : Le Quai de la Prud'homie à Cassis, 1897[12].
- Marseille, musée des beaux-arts :
  - Intérieur d’atelier, 1889[13] ;
  - Le Château des Isnard à Suze-la-Rousse, 1899[14] ;
  - La Baie de Cassis depuis le Bestouan, 1897 ;
  - Manade de taureaux à Fos, 1911 ;
  - Cabanon aux Lecques[15] ;
  - La Forge[16].
- Lagny-sur-Marne, Musée Gatien-Bonnet : Une rue à Yvoire, Haute Savoie, 1905, 120 × 165 cm[17].
- Martigues, musée Ziem : Vue de Fos-sur-Mer, huile sur toile, 53 × 80 cm[18].
- Senlis, musée d'Art et d'archéologie : Paysage du bord de la Méditerranée, 1893[19].
- Soissons, musée de Soissons : Abbaye de Saint-Victor, 1896[20].
- Toulon, musée d'Art :
  - Vue de Sanary ;
  - Vue de Saint-Cyr.
- Tourcoing : Vue de Bandol, 1885.

## Galerie

Œuvres de Joseph Garibaldi
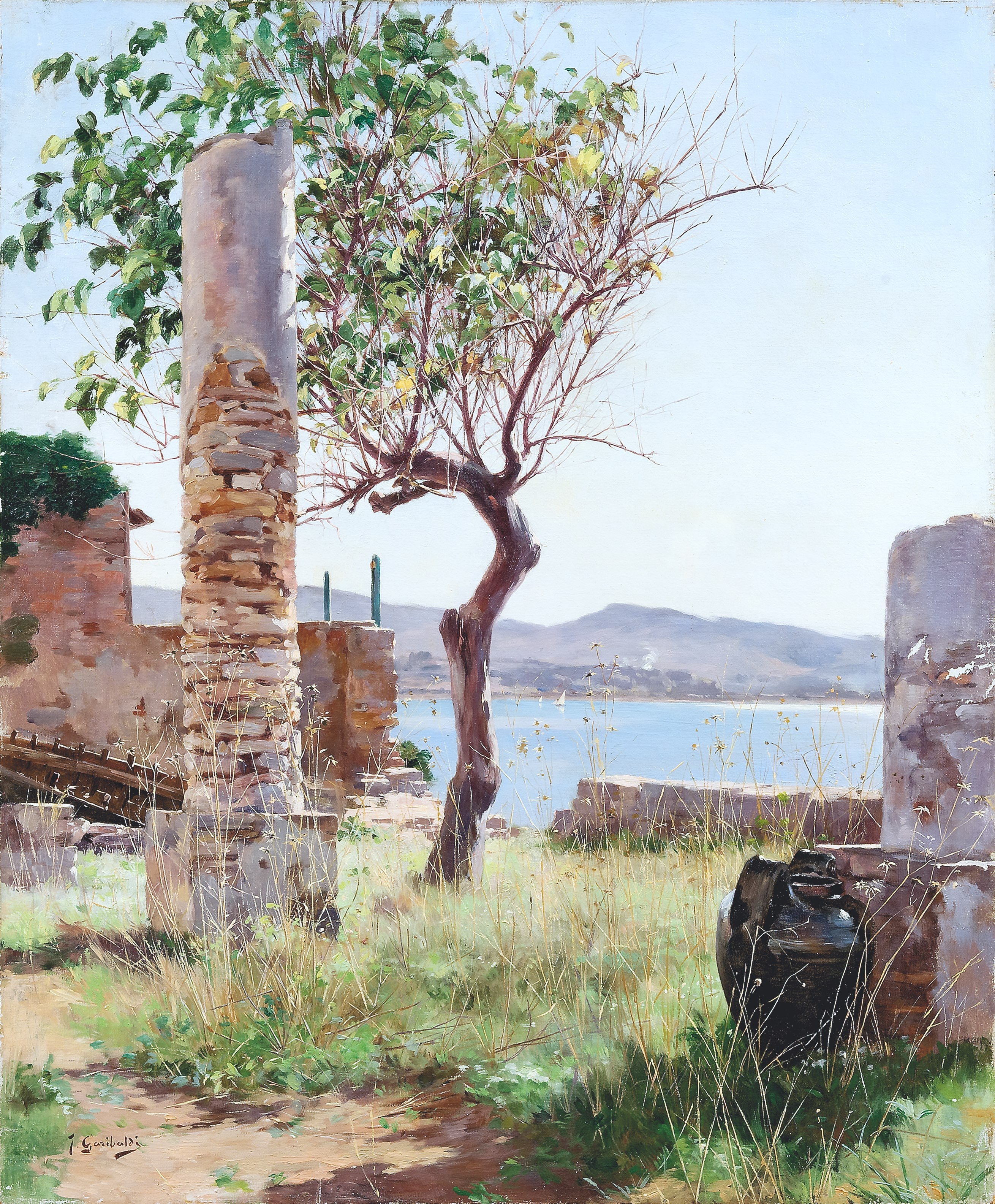
Vue vers Saint-Cyr-sur mer, 1906, coll. particulière
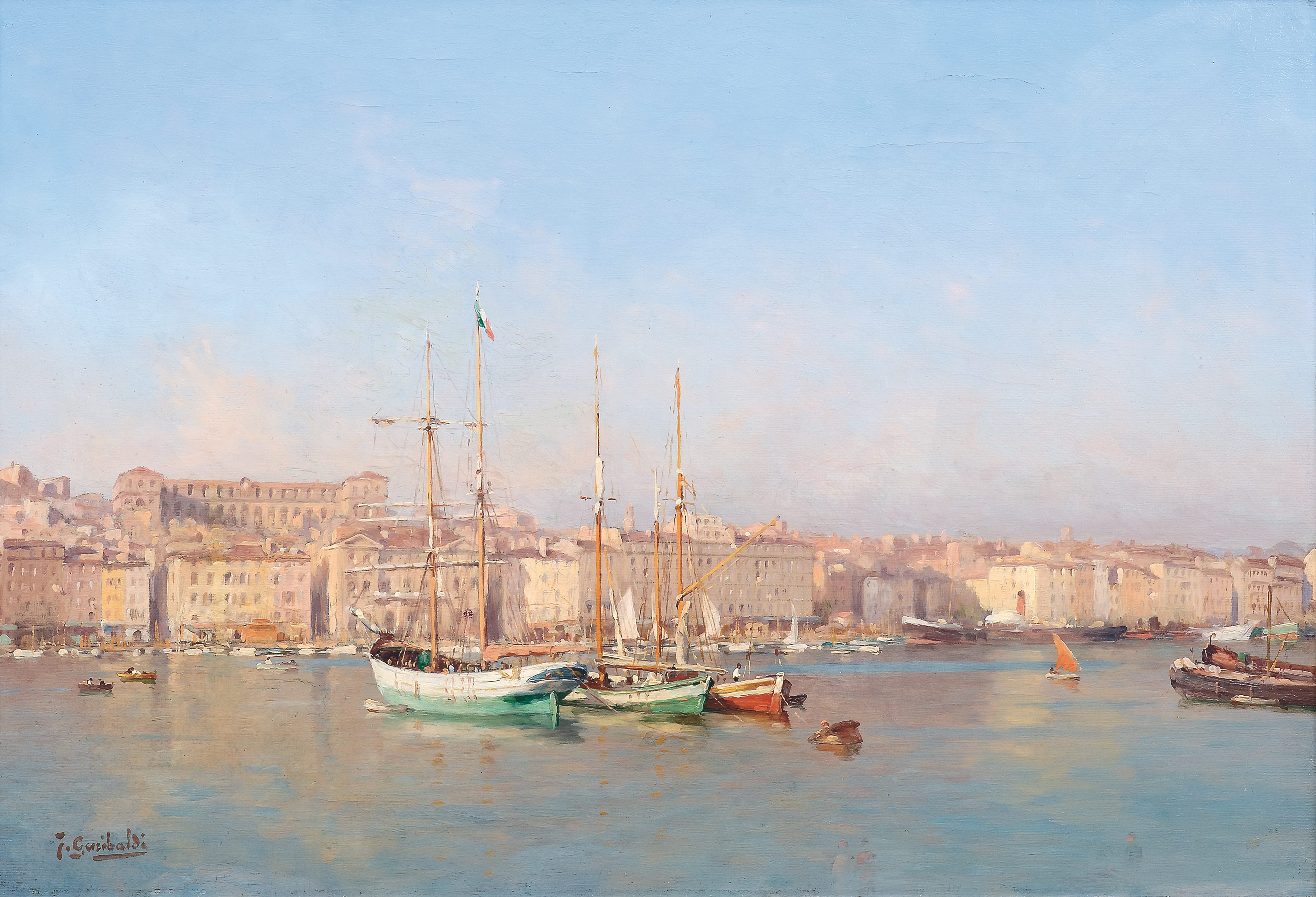
Vue du port de Marseille, coll. particulière
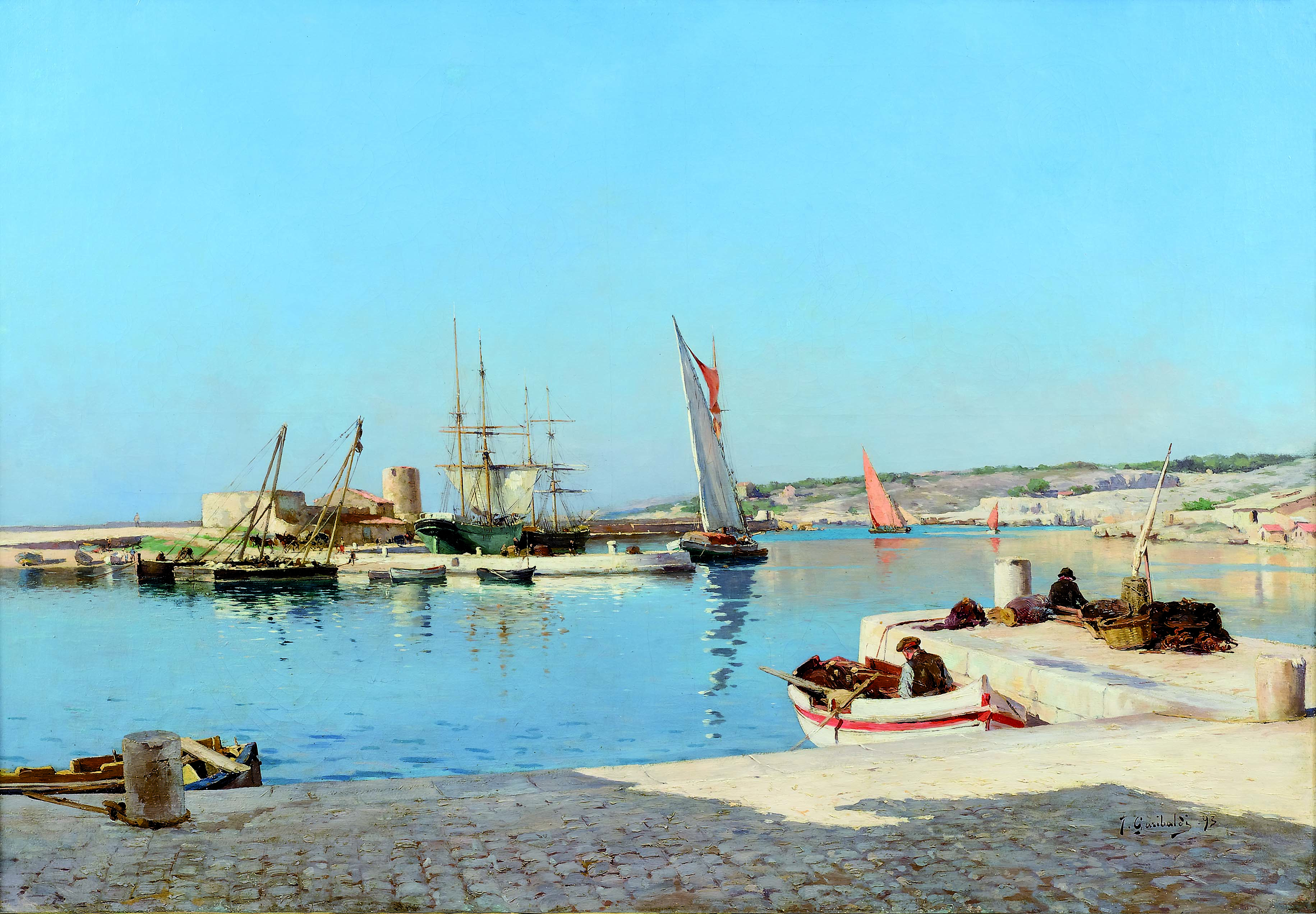
Vue du quai des Baux à Cassis, 1893, coll. particulière
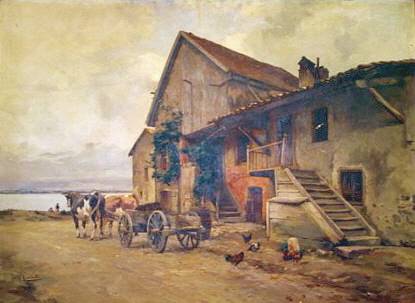
Scène de village, mairie de Pontcarré.
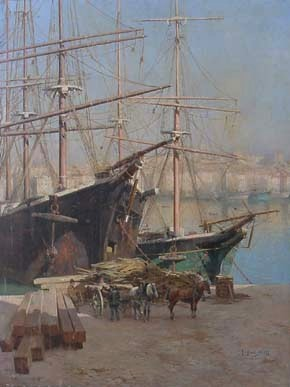
Marseille à Rive-Neuve, musée de Cahors Henri-Martin.
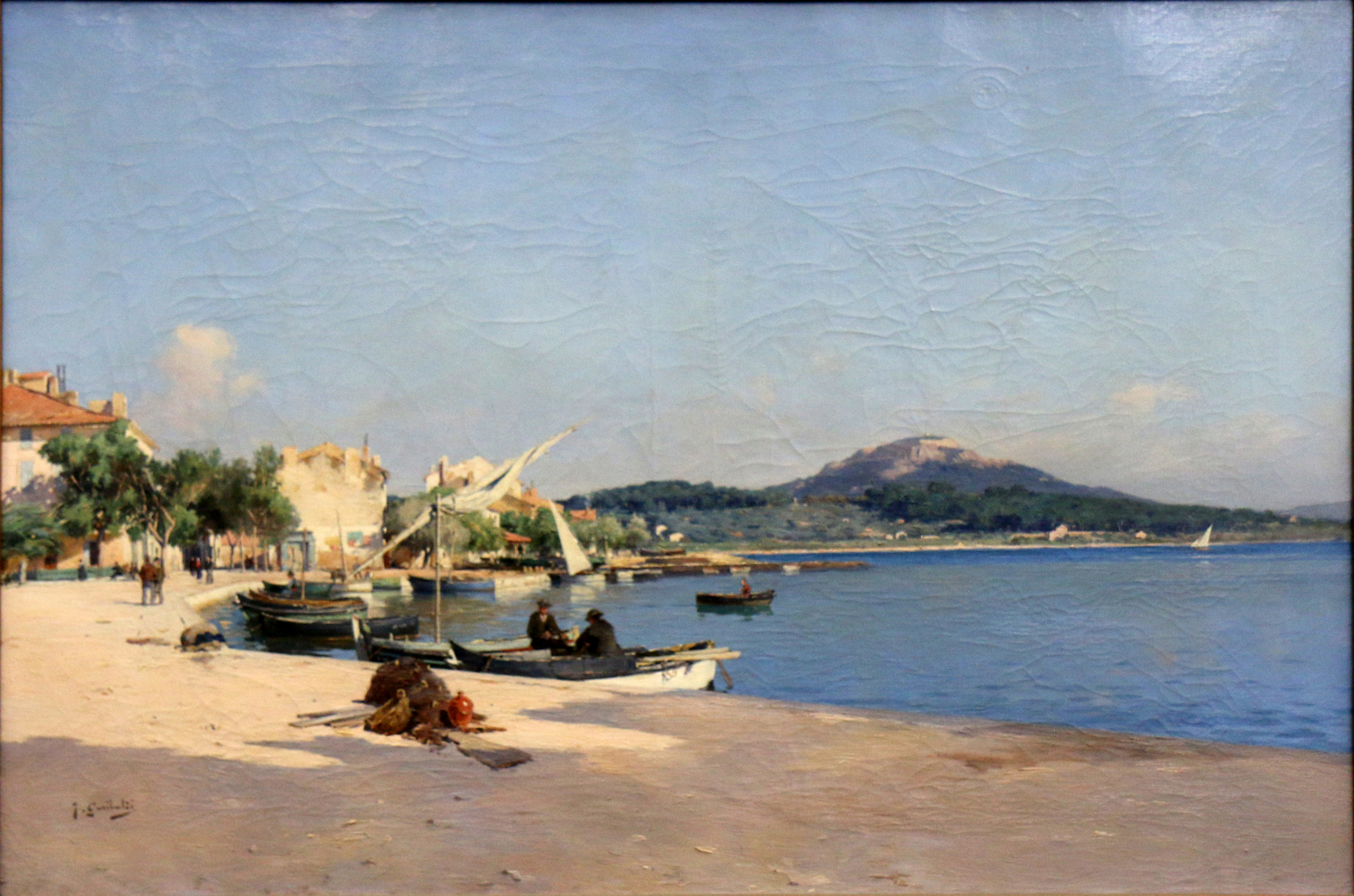
Port de Sanary, musée d'art de Toulon.
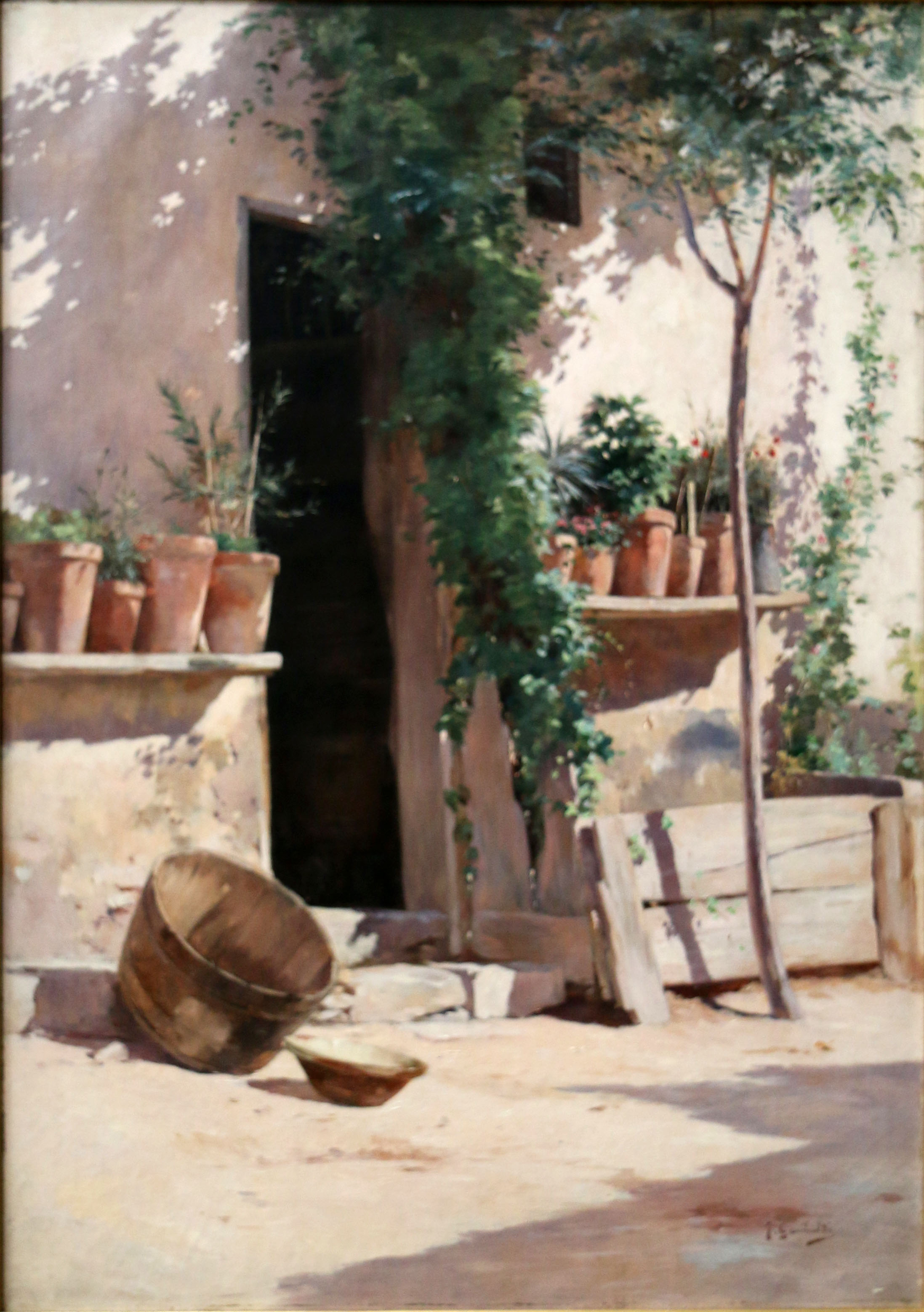
Garibaldi Joseph - Le Cabanon aux Lecques

### liens externes
- Ressources relatives aux beaux-arts :   - Artists of the World Online
  - Bénézit
  - Delarge
  - Musée d'Orsay
  - RKDartists
  - Union List of Artist Names
- Notices d'autorité :   - VIAF
  - ISNI
  - BnF (données)
  - IdRef
  - LCCN
  - GND
  - WorldCat
- Attribué à Joseph Garibaldi, Vue de Fos-sur-Mer (1909), localisation inconnue, sur artistesprovencaux.free.fr